# 啟田大廈

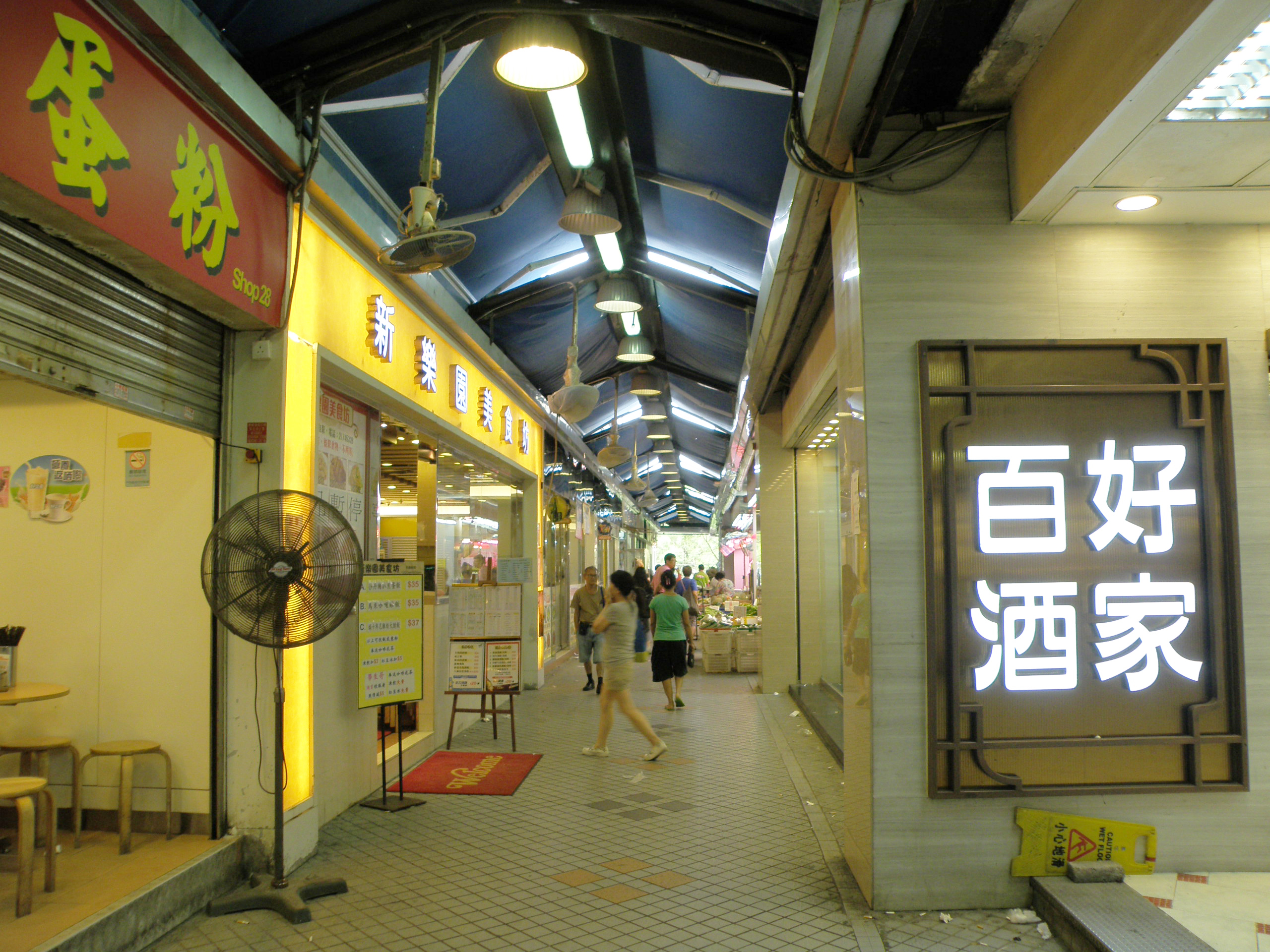
啟田大廈商舖

啟田大廈（英語：Kai Tin Tower）位於香港九龍藍田啟田道51-67C號，是一個私人屋苑，鄰近啟田邨、康田苑、港鐵藍田站及藍田（西區）社區中心，發展商為合和實業，並由公司主席胡應湘建築工程師設計。啟田大廈共有2座住宅樓宇，均為一梯八伙設計，合共提供502個住宅單位，於1979年落成並於同年5月入伙。值得一提是以前的金城戲院曾開設於啟田大廈的基座商場。

## 位置和特色
啟田大廈位處藍田啟田道之上（可能亦是大廈命名的靈感來源，亦比毗鄰的啟田商場早了18年使用「啟田」之名），是藍田首個建成的私人屋苑。
大廈樓高32層，其中大廈基座商場早年曾開設金城戲院，住宅樓層則由2樓開始，故最頂層為33樓。屋苑住宅入口設於兩幢大廈之間的小巷，居民須先經過路旁的保安室再分別進入左右兩座的升降機大堂。啟田大廈兩幢大廈外牆依舊為眾多合和樓宇常見的白、綠色為主。以下為各大廈資料：
| 啟田大廈各座資料 | 啟田大廈各座資料 | 啟田大廈各座資料 | 啟田大廈各座資料 | 啟田大廈各座資料 | 啟田大廈各座資料 |
| ---------------- | ---------------- | ---------------- | ---------------- | ---------------- | ---------------- |
| 座號             | 大廈門牌         | 大廈層數         | 每層伙數         | 單位數目         | 入伙日期         |
| A                | 啟田道57-59號    | 32（2-33樓）     | 8                | 251              | 1979年5月        |
| B                | 啟田道61-63號    | 32（2-33樓）     | 8                | 251              | 1979年5月        |

## 單位間隔及景觀
啟田大廈共提供兩種面積的住宅單位，分別為建築面積538方呎（02、03、06及07室）及603方呎（01、04、05及08室），當中因每座頂層（33樓）使用退台式設計而令該層設有四個特大過千方呎的單位。全部單位均為方正兩房間隔，全部不設窗台，配呂字客飯廳設計，以高近九成實用率見稱。雖然屋苑建在半山，但90年代向海方向先後建成大型屋苑滙景花園及麗港城，昔日屋苑近半單位均座擁開揚維港景觀，現時部分向南的高層單位可以享有部分香港島以及部分維港煙花海景，而其他向南的中低層單位則望滙景花園為主。

## 商店
啟田大廈地下設有大大少少不同的店舖以滿足居民日常生活，主要較著名的商戶包括：
- 超市／便利店：大生生活超市、佳寶食品超級市場、大昌食品市場（已結業，搬遷到啟田商場）
- 食肆：百好酒家、譚仔（三哥）雲南米線、譚仔雲南米線、新樂園魚蛋粉、新樂園美食坊
- 餅家／涼茶館：仁人餅店、東京麵包餅食（已結業）、養和堂
- 銀行：中國銀行、交通銀行
- 地產：君匯地產、億林地產
- 中醫跌打：蔡河深跌打館

另外，啟田大廈地下亦設有不同性質的商舖及設施，其中包括零售、醫務所、藥房、自助提取貨物櫃「順便智能櫃」等。

## 鄰近設施
區內（觀塘區）有數個大型購物商場包括啟田商場、滙景廣場、麗港城商場、apm、德福廣場、淘大商場及大本型等。